# البطولة الكندية 2013
البطولة الكندية لكرة القدم 2013 (بالإنجليزية: 2013 Canadian Championship)‏ هو الموسم 6 من البطولة الكندية لكرة القدم. أقيم خلال الفترة 24 أبريل 2013 وحتى 29 مايو 2013، وأشرف على تنظيمه اتحاد كندا لكرة القدم، وكان عدد الأندية المشاركة فيه 4، وفاز فيه إمباكت مونتريال.